# Фантомас (фильм, 1913)

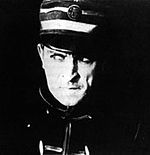
Фантомас в исполнении Рене Навара

«Фантомас» (фр. Fantômas) — французский немой художественный фильм, поставленный режиссёром Луи Фейадом в 1913 году. Первый фильм в серии из пяти фильмов, снятых Фейадом в 1913—1914 годах.

## Сюжет
В фильме Фантомас предстает в трёх обликах: незнакомца с бородой и в смокинге (та же маскировка, что и у доктора Шалека из второй серии «Жюв против Фантомаса»), в форме охранника и в облике джентльмена по имени Гёрн.
Первая частьОграбление в гостинице Рояль-Палас
Княгиня Данидофф прибывает в королевскую придворную гостиницу Парижа. Показана последовательность её передвижения через ряд смежных помещений — холл, вестибюль, лифт, коридор и её комната. Далее показано появление незнакомца с бородой и в смокинге в комнате княгиня, где он открывает ящик стола, а затем, при звуке за кадром, скрывается за занавеской окна. После возвращения княгини в длинной ночной рубашке, незнакомец с бородой и в смокинге спокойно выходит к ней и представляется чистой визитной карточкой. Всё это время он собирает со стола деньги и драгоценности. Только после того как он её поцеловал и вышел, она звонит на пост охраны гостиницы, откуда ночной дежурный посылает охранника наверх по подъёмнику. Но незнакомец с бородой и в смокинге нападает на него в коридоре четвёртого этажа, и выходит в вестибюль в облике охранника. Дальше в фильме показана княгиня, которая исследует чистую визитную карточку, и на ней появляется имя Фантомас.
Вторая частьИсчезновение лорда Бельтама
Инспектор Жюв и репортёр Фандор расследуют исчезновение Лорда Бельтама. Инспектор Жюв отправляется на виллу леди Бельтам (жены лорда Бельтама). Тем временем леди Бельтам принимала у себя некоего Гёрна, знакомого лорда Бельтама, который пришёл к ней под предлогом узнать как дела у лорда Бельтама. Когда Жюв заходит в гостиную виллы, леди Бельтам прячет Гёрна, забыв однако его шляпу в гостиной. Пока она прячет Гёрна, Жюв, исследуя оставленную шляпу, видит метку с изнаночной стороны в виде буквы G, означающую имя Гёрн. Когда появилась в гостиной леди Бельтам, он попросил у неё записную книжку её мужа с адресами его знакомых. Жюв отыскал в ней адрес с именем на букву G и отправился по адресу ул. Левер, 147 с обыском. Однако Гёрн отправил через пневматическую почту сообщение об отмене доставки багажа грузчиками в его квартиру. Но Грузчики уже успели доставить багаж прежде, чем дошло сообщение до их директора. Когда грузчики явились обратно, чтоб забрать багаж, инспектор Жюв уже был в квартире Гёрна. Обыскав её, он с жандармом обнаружил труп исчезнувшего лорда Бельтама а также чистые визитки. Когда на них стало проступать имя ФАНТОМАС, Жюв понял, что Герн и есть тот самый Фантомас, который ограбил княгиню Данидофф. Понимая что Гёрн оседает на вилле леди Бельтам, Жюв явился туда и арестовал его. Через полгода Гёрна приговорили к смертной казни.
Третья частьУ эшафота
Леди Бельтам подкупила двух тюремных охранников, одного из которых звали Нибе, чтоб ей устроили свидание с Гёрном в доме расположенном около тюрьмы Санте. В это время в театре «Большой Балаган» в драме «Кровавое пятно», которая была основана на похождениях Гёрна-Фантомаса, некий актёр Вальгран исполнял каждый вечер роль Гёрна, потрясающе загримировавшись под него. Леди Бельтам воспользовалась тем, что ей предоставили возможность устроить свидание с Гёрном в доме около тюрьмы и вызвала на встречу актёра Вальграна, загримированного под Гёрна. А Гёрн в это время, спрятавшись в соседней комнате, выжидал. Леди Бельтам напоила актёра Вальграна чаем с сахаром. А в сахаре был заранее подмешан наркотик. И когда охранники пришли за Гёрном, а взяли актёра Вальграна, то Вальгран не мог толком объяснить ничего, находясь в заторможенном состоянии. Утром в Тюремной канцелярии так называемого Гёрна приводили в надлежащий вид, чтоб потом отправить на казнь. Но инспектор Жюв, находившийся там, заметил подмену и вовремя освободил актёра. Отныне инспектор Жюв будет одержим лишь одним — поймать Фантомаса.

## Создание
Один из наиболее известных антигероев французской литературы и кино был создан писателями Марселем Алленом и Пьером Сувестром в 1911 году. Фантомас фигурирует в 32 романах, написанных ими в соавторстве, и в 11 романах, написанных Алленом уже после смерти Сувестра. Первый роман из серии про «Фантомаса», вышел в октябре 1911 года и сразу же получил большой успех у публики. Книги о похождениях Фантомаса продавались каждый месяц в 600 тыс. экземплярах, переводились на многие языки, и за три года соавторы выпустили 32 книги в этой серии. В это время во Франции и Европе получили широкое распространение криминальный фильмы-серии, основоположником которых считается Викторен Жассе («Ник Картер», «Пират Морган», «Рифл Билл — король прерий»). Его фильмы получили значительную популярность и вызвали целый ряд подражаний в виде уголовных серий, как во Франции, так и за рубежом.
Популярность романов была упрочена серией из пяти фильмов снятых Луи Фейадом в 1913—1914 годах с Рене Наваром в роли Фантомаса и Эдмоном Бреоном в роли комиссара Жюва («Фантомас», «Жюв против Фантомаса», «Мертвец-убийца», «Фантомас против Фантомаса», «Подставной судья»). Каждый фильм представлял собой полнометражную законченную историю поставленную в жанре криминальной мелодрамы с элементами чёрного юмора.

## Критика

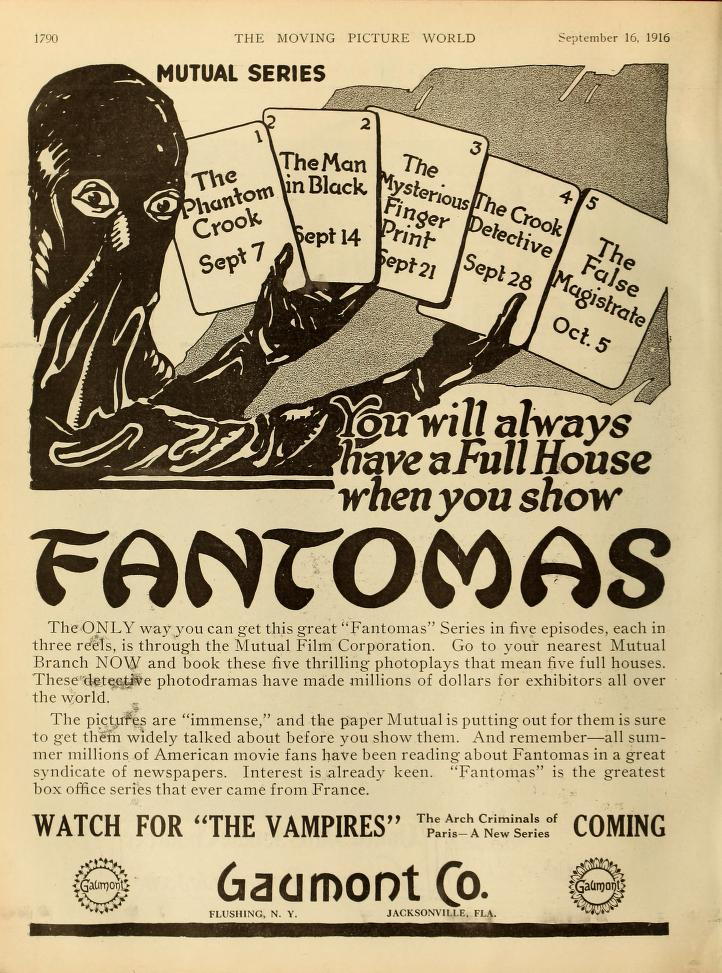
Реклама фильма (1916)

«…ему (Фейаду) присуще поэтическое восприятие реальной жизни и природы, а ещё больше — поэзии парижских улиц, которые так много дали искусству Бальзака. Эти крыши, по которым убегает бандит, овеяны глубоким лиризмом… Серые стены, ставни, мостовые, фиакры, тяжёлые ломовики, старомодные такси…» (Жорж Садуль)
«…В „Фантомасе“ Фейад ведет рассказ чётко и уверенно. В нём действие стремительно, а синтаксис очень прост; никаких повторений, никаких длиннот. Его почерк напоминает руку Вольтера — это настоящий французский стиль…» (Жорж Садуль)
«Фантомас» был очень популярен после выпуска кинофильма во Франции, и мгновенно сделал Рене Наварра, игравшего Фантомаса, знаменитостью. Когда Наварр появлялся на улице, его тотчас окружала толпа.
В критическом обзоре «Фантомаса» профессор Висконсинского университета в Мадисоне Питер Шофер отметил, что в противоположность пониманию сериала, распространённому в 1970-х годах, «Фантомас» не воспринимался аудиторией своего времени как фильм-саспенс (англ. suspense film). Аудитория, подготовленная недавно опубликованной в газетах и очень популярной серией романов, была знакома с сюжетом, персонажами и финалом истории, и смотрела фильм в ожидании того, как реализован сюжет, в противоположность тому чтобы смотреть его, ожидая, что случится далее.
Леонид Трауберг отмечал, что фильмы Луи Фейада, в отличие от литературного первоисточника, были очень популярны в России и прежде всего среди молодёжи накануне и во время Первой мировой войны. Наибольший интерес вызывал образ актёра Рене Наварра. Позже картины Фейада оказали влияние на творческие находки фэксов и Льва Кулешова, а также на формирование идеи «киноаттракционов» Сергея Эйзенштейна.

## В ролях
| Актёр           | Роль                    |
| --------------- | ----------------------- |
| Рене Наварр     | Фантомас, Том Боб и др. |
| Эдмон Бреон     | инспектор Жюв           |
| Жорж Мельхиор   | Жером Фандор            |
| Рене Карл       | леди Белтам             |
| Джейн Фабер     | княгиня Соня Данидофф   |
| Надьер          | Нибе                    |
| Вольбер         | актёр Вальгран          |
| Моллар          | костюмер Вальграна      |
| Иветта Андрейор | Жозефина                |